# Смолин, Олег Васильевич
Оле́г Васи́льевич Смо́лин (11 июня 1959, Москва, СССР — 12 апреля 2007, Москва, Россия) — советский и российский танцор брейк-данса. Участник брейк-данс-команды «Меркурий» (1985—1990). Чемпион СССР по брейк-дансу в стиле «робот».

## Биография
Олег Смолин родился 11 июня 1959 года в Москве. В 1984 году в возрасте 25 лет начал выступать в роли шоумена на дискотеках в московском ДК «Коммуна», которые вёл диск-жокей Иванчиков. Смолин тяготел к пантомиме и много движений перенял у английского комика Роберта Шилдса. Учителями Смолина по брейк-дансу были два югослава и один индиец по имени Дипендр. В 1985 году Смолин познакомился в московском ДК «Коммуна» с сыном известного советского саксофониста Алексея Козлова, Сергеем Козловым, и стал вместе с ним танцевать брейк-данс на сцене ДК. Они выступали под музыку, записанную на бобине, одной из композиций на которой был «Rockit» Херби Хэнкока. Перед выступлением Смолин надевал клетчатую рубашку, джинсы, очки cat-eye («киски») и кроссовки, купленные у фарцовщиков.
В 1985 году произошло знакомство с Игорем Захаровым, который предложил ему открыть в ДК «Коммуна» школу-студию и обучать брейк-дансу Захарова и его друзей из института. Таким образом они научились у Смолина делать «волну» и более сложные движения. Постепенно всей командой стали выступать в Домах культуры и выезжать в другие города. Затем танцы переместились в молодёжные бары: «Нога» на Площади Ногина у метро Китай-город, «Конюшня» в «Битце», «Резонанс». Смолин объединился с Захаровым и создал в 1985 году брейк-данс-дуэт «Меркурий», представляющий стиль «робот». Такое название коллектива, обозначающее ртуть, придумал Смолин, который работал ювелиром. По словам Захарова, они учились копировать технику по видеозаписям, фильмам и видеоклипам, таким образом рождалось что-то своё. Первое выступление «Меркурия» с номером «Брейк-бар» состоялось в молодёжном кафе-клубе «У фонтана» (в народе — «Молоко») в декабре 1985 года, где состоялся первый брейк-данс-конкурс. Весной 1986 года участники «Меркурия» (Игорь Захаров и Олег Смолин) первыми «занесли» брейк-данс на пешеходный Арбат, танцуя под магнитофон в стиле «робот». Позже репетиции группы переместились в кафе «Клён» на проспекте Вернадского, где по понедельникам шла программа «Весь этот брейк». Там произошло знакомство с танцором Алексеем Герулайтисом, который занимался йогой и его движения больше подходили к пантомиме, нежели к брейк-дансу.
С 1986 по 1991 год «Меркурий» занимал призовые места в стиле «робот» на Всесоюзных брейк-данс-фестивалях. Самым известным номером «Меркурия» считался «водолазы». 26 апреля 1986 года дуэт «Меркурий» выступил на первом Всесоюзном брейк-данс-фестивале Modern Tants '86 в посёлке Винни в Эстонии и был единственным коллективом, который танцевал верхний брейк-данс. 11 октября дуэт выступил с номером «из жизни роботов на баскетбольной площадке» в зале Kalev в финале фестиваля Modern Tants '86 (Таллин, Эстония, но первого места тогда не занял. Затем были поездки на фестивали «Пингвин '87» (Черноголовка, февраль), Breikas '87 (Каунас, Литва, 26-29 февраля), Modern Tants '87 (Таллин, Эстония, 24-26 апреля), Breiks '87 (Рига, Латвия, 7-9 августа) (вместе с актёром Фёдором Дунаевским), Papuga '87 (Паланга, Литва, 19-27 июня). В марте 1988 года Смолин и Захаров приняли участие в празднике-конкурсе молодёжного танца «Витебск '88» (Витебск, Белоруссия).
Осенью 1986 года «Меркурий» превратился в трио, когда Захаров и Смолин взяли к себе третьим участником Константина Михайлова. С помощью отца Михайлова, актёра Александра Михайлова, участники трио «Меркурий» попали в театр-студию «Первый дубль» от «Мосфильма» и гастролировали с артистами киностудии по творческим вечерам. В 1987 году из-за занятости в съёмках фильмов Михайлова пару раз подменил Владимир Братчиков: на фестивалях Modern Tants '87 и Breiks '87. Осенью Михайлов и Братчиков на год ушли служить в армию. В 1988 году к «Меркурию» примкнул Артур Игнатов (танцующий в стиле «электрик-буги»).
В августе 1986 года Смолин снялся в одной из сцен фильма «Курьер», но не в качестве танцора, а в роли каратиста Игоря во время просмотра подростками по видеомагнитофону фильма про боевые искусства. В сентябре 1986 года вместе с танцорами из студии ДК «Правда» снялся в сцене на дискотеке в фильме «Клуб женщин». В начале 1987 года Смолин, Захаров и Михайлов в составе «Меркурия» снялись в роли роботов-манекенов в телефильме «Этот фантастический мир. Выпуск 12: С роботами не шутят». В начале 1989 года Смолин вместе с другими московскими брейкерами принял участие в съёмках видеоряда на песню «Белая ворона» для видеоверсии рок-мюзикла «Улица» (режиссёр: Андрей Комаров), показанной на телеканале «2х2».
В июне 1987 года Смолин был приглашён в качестве жюри на Всесоюзный брейк-данс-фестиваль Papuga '87 (Паланга, Литва). В июле 1988 года Смолин и Михайлов приняли участие в качестве жюри на Всесоюзном брейк-данс-фестивале Papuga '88 (Паланга, Литва).
В 1990 году Смолин вместе с танцором брейк-данса Тимуром Манголом уехал в город Череповец, куда Смолин был приглашён в качестве постановщика танцев.
В 1990 году Смолин и Михайлов станцевали брейк на киностудии «Мосфильм» в декорациях к фильму «Мэри Поппинс, до свидания».
В 1990 году Смолин покинул коллектив и продолжил заниматься ювелирным бизнесом.
12 апреля 2007 года Смолин умер в районе Патриарших прудов в Москве. Урна с прахом захоронена в колумбарии Донского кладбища.

## Критика
В 1986 году в октябрьском номере журнала «Огонёк» руководитель ансамбля пластического танца «Синтез» Елена Ким в разговоре о брейке разделила всех танцоров брейк-данса на три группы. К первой группе она отнесла представителей «уличного брейка», танцующих на дискотеках и в кафе — самодеятельных исполнителей. Вторая группа состоит из профессиональных брейкеров: московские коллективы «Вектор», «Союз», «Меркурий» и некоторые другие. Третью группу составляют коллективы более широкого пластического профиля, которые сочетают брейк с другими хореографическими формами (к примеру, «Синтез»).
В феврале 1989 года редактор ростовской газеты «Комсомолец», Сергей Агафонов, назвал танцевальное трио «Меркурий» единственным коллективом в СССР, представляющим профессиональный брейк-данс. Агафонов добавил, что группа стала чемпионом страны прошлого года по верхнему брейк-дансу.

### Наследие и влияние
В 2002 году журнал 100 % назвал участников группы «Меркурий» чемпионами по брейк-дансу в стиле «робот» и «электрик-буги» в Советском Союзе, которые выступали на всех брейк-фестивалях и занимали призовые места.
В 2004 году Олег Смолин был упомянут как «танцор старой школы» в статье про историю российского брейк-данса от школы брейк-данса «Волнорез».
В 2017 году Олег Смолин был упомянут в документальном фильме «История брейк-данса на Арбате» как участник легендарного коллектива «Меркурий».
В 2017 году Олег Смолин был упомянут в «Некрологе брейкеров бывшего СССР за 30 лет (1986—2016)», составленным Еленой Матьяновой (Мотя из B.People).
В 2019 году в ходе опроса 74-х танцоров уличных стилей, проведённого Еленой Матьяновой (Мотя из B.People), Олег Смолин получил 10 голосов и занял 14 место в «Народном рейтинге брейкеров СССР 80х. Топ 56 советских верховиков».

## Фильмография
- 1986 — Курьер
- 1987 — Этот фантастический мир. Выпуск 12: С роботами не шутят
- 1987 — Клуб женщин
- 1989 — Улица

## Награды
- В феврале 1987 года Смолин в составе трио «Меркурий» занял третье место в стиле «робот» на Всесоюзном брейк-данс-фестивале Breikas '87 (Каунас, Литва)[30].
- В апреле 1987 года Смолин занял первое место в стиле «робот» на Всесоюзном брейк-данс-фестивале Modern Tants '87 (Таллин, Эстония)[3].
- В сентябре 1987 года Смолин в составе трио «Меркурий» занял первое место в стиле «робот» на фестивале современного танца в Москве.